# Sorribes (l'Esquirol)
Sorribes és una masia de l'Esquirol (Osona) inclosa a l'Inventari del Patrimoni Arquitectònic de Catalunya.

## Descripció
Masia de planta quadrada coberta a dues vessants amb el carener perpendicular a la façana, la qual s'orienta a migdia. Consta de planta baixa, primer pis i graner. La façana presenta un gros portal adovellat amb un escut al centre i tres finestres al damunt, una de les quals té reminiscències gòtiques i l'altra presenta uns àngels alats. A l'angle S.E hi ha una galeria amb elements esculpits. A llevant hi ha un portal rectangular, dues finestres al primer pis i una a les golfes. A la part N hi adossat un cos de nova construcció. La part de llevant de la casa és tota construïda amb pedra, la resta té les parts baixes de pedra (1,5m aproximadament) i a la resta de tàpia.

## Història
Mas d'antiga tradició que el trobem registrat en el fogatge de la parròquia i terme de Sescorts l'any 1553. Aleshores habitava el mas un tal Sorribes. El mas fou restaurat als segle xvii i al segle xviii s'hi construir un cobert. Dades constructives: Finestres del primer pis encarades cap a migdia: 1616; portal adovellat de migdia: 1610; cobert de 1736.